# مارسيلو لوبيز دي فاريا
مارسيلو لوبيز دي فاريا هو لاعب كرة قدم برازيلي في مركز الدفاع، ولد في 17 مايو 1975 في Tuneiras do Oeste ‏ في البرازيل. لعب مع سانتو أندريه ونادي غواراني ونادي فورتاليزا ونادي موجي ميريم ونادي ميراسول.